# 维里亚托·达克鲁兹
维里亚托·弗朗西斯科·克莱门特·达克鲁兹（葡萄牙語：Viriato Francisco Clemente da Cruz；1928年3月25日—1973年6月13日），出生于葡属安哥拉安博因港 ，病逝于北京，安哥拉诗人、政治家，安哥拉非洲人联合斗争党和安哥拉人民解放运动的创始人，曾参与反对葡萄牙在安哥拉的殖民统治的斗争。